# 세포청년역
세포청년역(洗浦靑年驛)은 조선민주주의인민공화국 강원도 세포군에 위치한 철도역이다. 경원선의 철도역으로 영업을 시작하였으며, 1972년부터 청년이천선과도 접속된다. 현 역명은 해방 후 개명한 것이다.